# Radimovice
Radimovice är en ort i Tjeckien. Den ligger i den norra delen av landet, 80 km nordost om huvudstaden Prag. Radimovice ligger 376 meter över havet och antalet invånare är 233.
Terrängen runt Radimovice är platt åt sydväst, men åt nordost är den kuperad. Terrängen runt Radimovice sluttar söderut.Runt Radimovice är det tätbefolkat, med 286 invånare per kvadratkilometer. Närmaste större samhälle är Liberec, 15,7 km norr om Radimovice. Trakten runt Radimovice består till största delen av jordbruksmark.